# Губин, Павел Дмитриевич (Герой Социалистического Труда)
Павел Дмитриевич Губин — советский хозяйственный, государственный и политический деятель, Герой Социалистического Труда.

## Биография
Родился 25 декабря 1919 года в селе Назаровка. Член КПСС.
С 1933 года — на хозяйственной, общественной и политической работе. В 1933—1970 гг. — крестьянин, работник сенокосилки, тракторист Назаровской МТС, бригадир комсомольско-молодёжной тракторной бригады Назаровской МТС Михайловского района Алтайского края.
Указом Президиума Верховного Совета СССР от 4 марта 1948 года присвоено звание Героя Социалистического Труда с вручением ордена Ленина и золотой медали «Серп и Молот».
Умер в селе Назаровка 18 августа 1987 года.